# Мейська-Воля (Лідзбарський повіт)
Мейська-Воля (пол. Miejska Wola, нім. Bürgerswalde) — село в Польщі, у гміні Лідзбарк-Вармінський Лідзбарського повіту Вармінсько-Мазурського воєводства.
Населення — 85 осіб (2011).
У 1975-1998 роках село належало до Ольштинського воєводства.

## Демографія
Демографічна структура станом на 31 березня 2011 року:
|          | Загалом | Допрацездатний вік | Працездатний вік | Постпрацездатний вік |
| -------- | ------- | ------------------ | ---------------- | -------------------- |
| Чоловіки | 49      | 12                 | 35               | 2                    |
| Жінки    | 36      | 9                  | 22               | 5                    |
| Разом    | 85      | 21                 | 57               | 7                    |